# Wochentag

Wochentagsheptagramm mit den entsprechenden astronomischen Symbolen; Im Uhrzeigersinn, oben startend: So, Fr, Mi, Mo, Sa, Do, Di. Die Anordnung der sieben Wandelgestirne erfolgt mit aufsteigender siderischer Umlaufzeit entgegen dem Uhrzeigersinn vom Mond rechts unten bis zum Saturn links unten.

Als Wochentag bezeichnet man einen Tag der Woche, der in wiederkehrender Benennung und gleichbleibender Reihenfolge das gesamte Jahr des bürgerlichen Kalenders über vorkommt, und zwar im deutschen Sprachraum den Montag, Dienstag, Mittwoch, Donnerstag, Freitag, Samstag beziehungsweise Sonnabend und Sonntag.

## Benennung der Wochentage
Die sieben Tage der babylonischen Woche wurden nach den mit bloßem Auge sichtbaren Planeten des geozentrischen Weltbilds benannt (Sonne, Mond, Mars, Merkur, Jupiter, Venus, Saturn), die zum Zeitpunkt der Benennung selbst als Götter angesehen wurden. Als die Germanen diese Namen im 4. Jahrhundert kennenlernten, benannten sie diese nach den Namen der den römischen Göttern ungefähr entsprechenden germanischen Gottheiten um. Im Zuge der Christianisierung wurde zu einem späteren Zeitpunkt versucht, diese heidnischen Namen wieder zurückzudrängen, was aber im deutschsprachigen Raum nur beim Mittwoch und Samstag gelang.

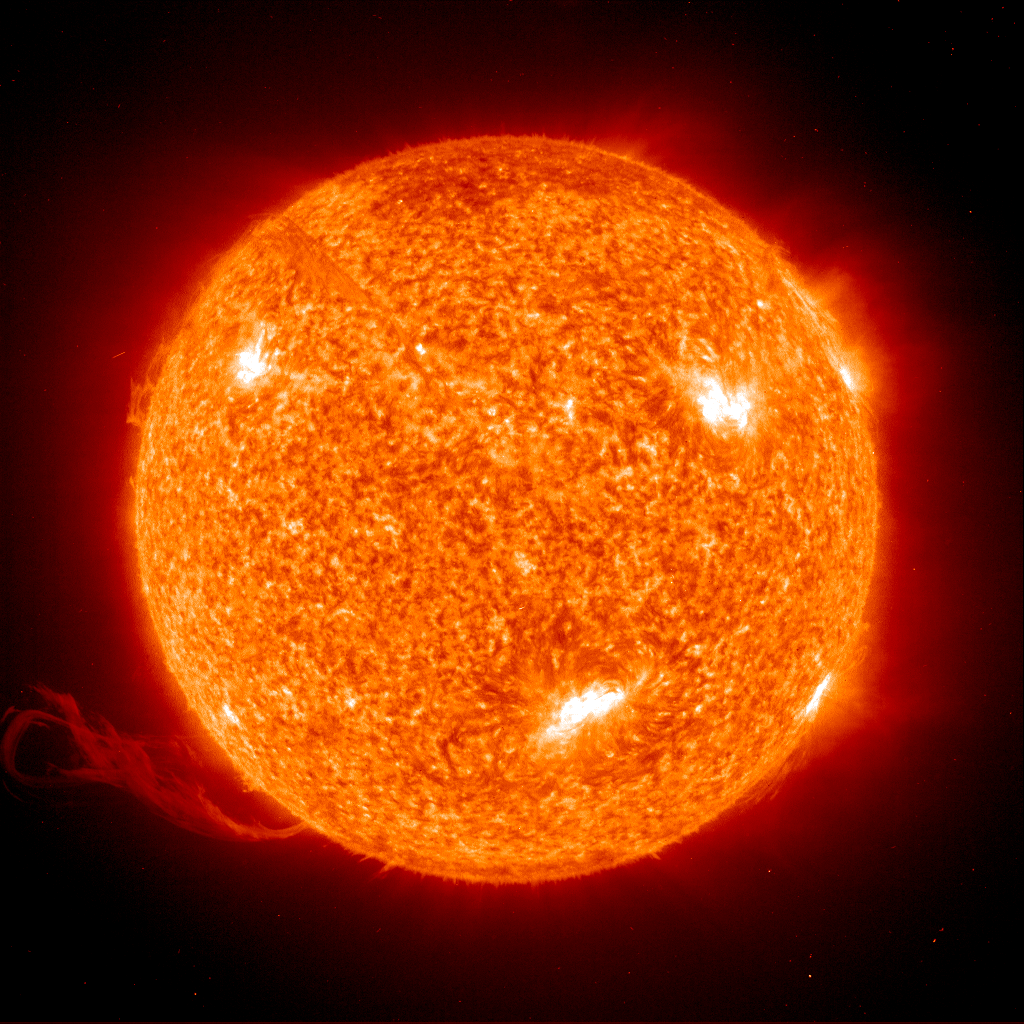
Der erste Tag, der Sonntag, galt als Tag der Sonne, des Gottes Sol.
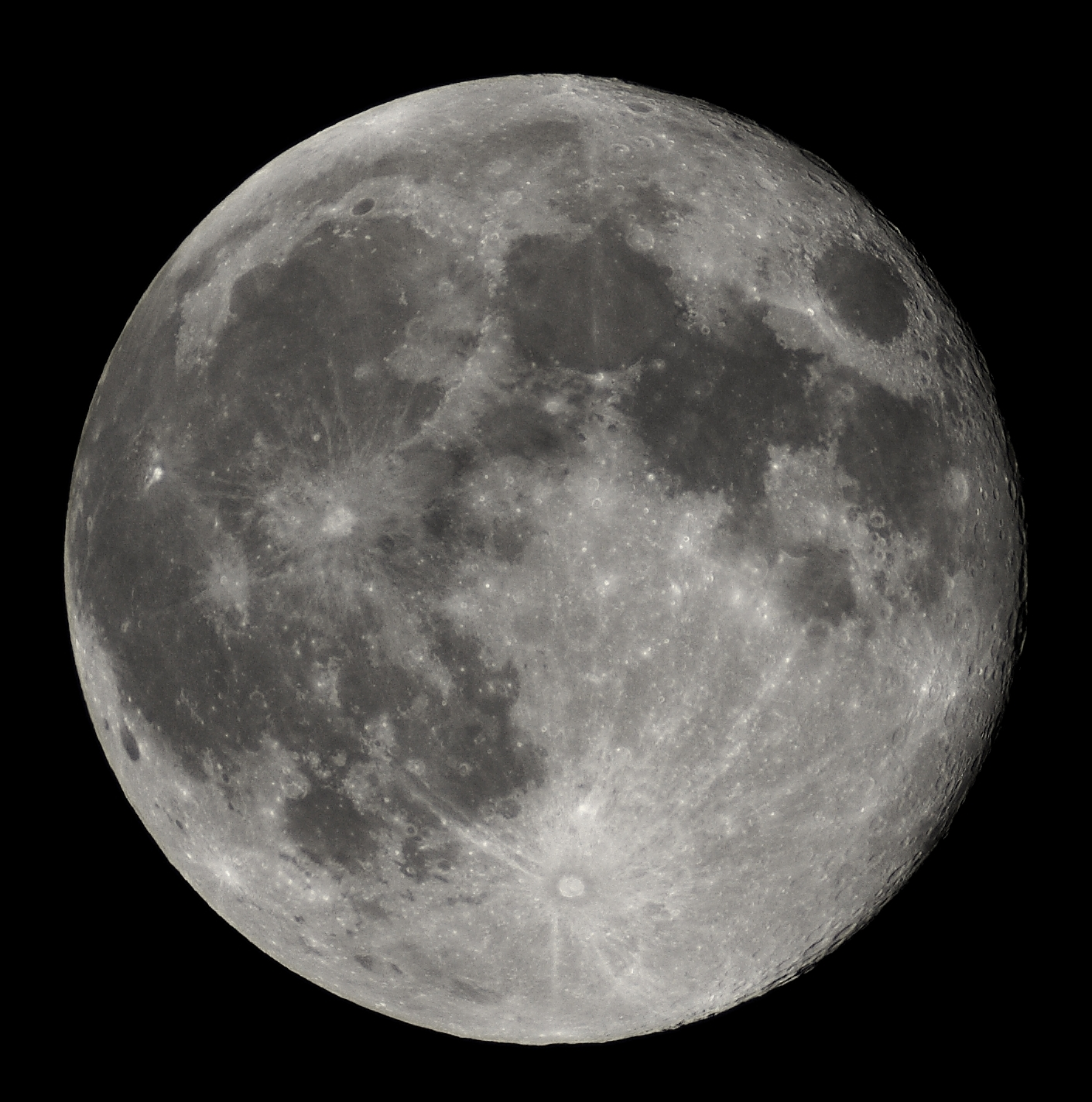
Der zweite Tag, der Montag, galt als Tag des Mondes, der Göttin Luna.
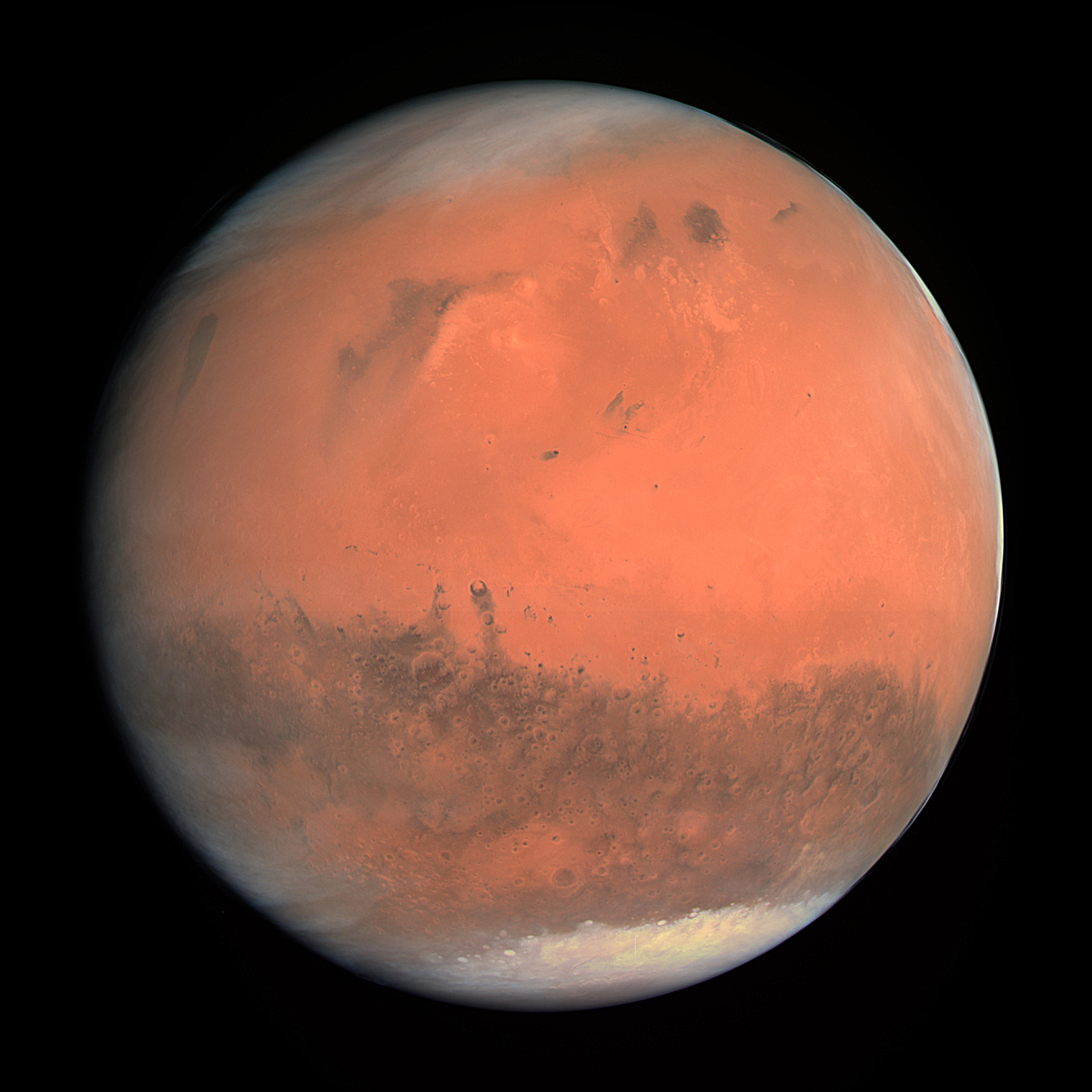
Der dritte Tag, der Dienstag, galt als Tag des Mars, des Gottes des Krieges (Mars).
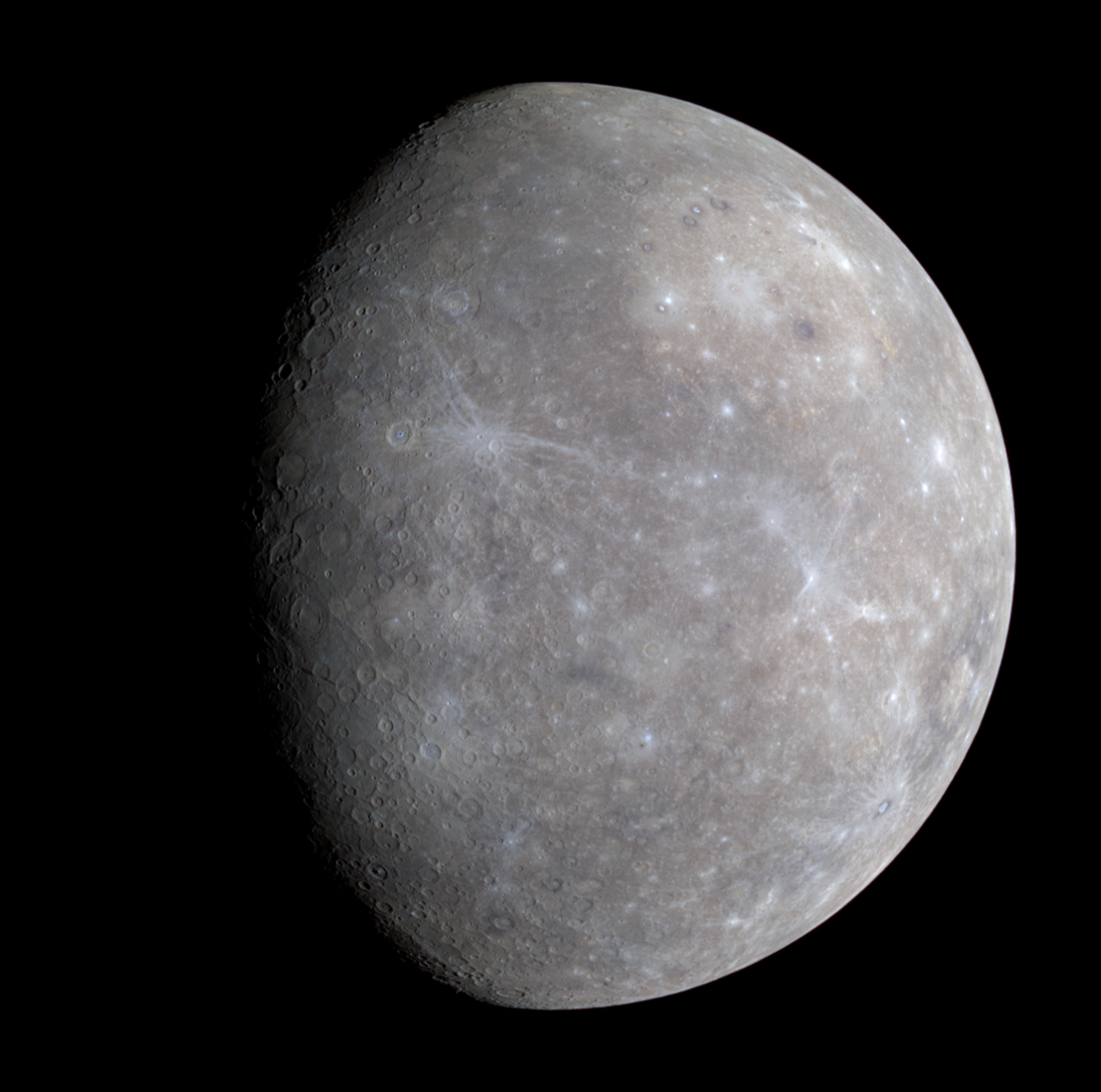
Der vierte Tag, der Mittwoch, galt als Tag des Merkur, des Gottes des Handels (Mercurius).
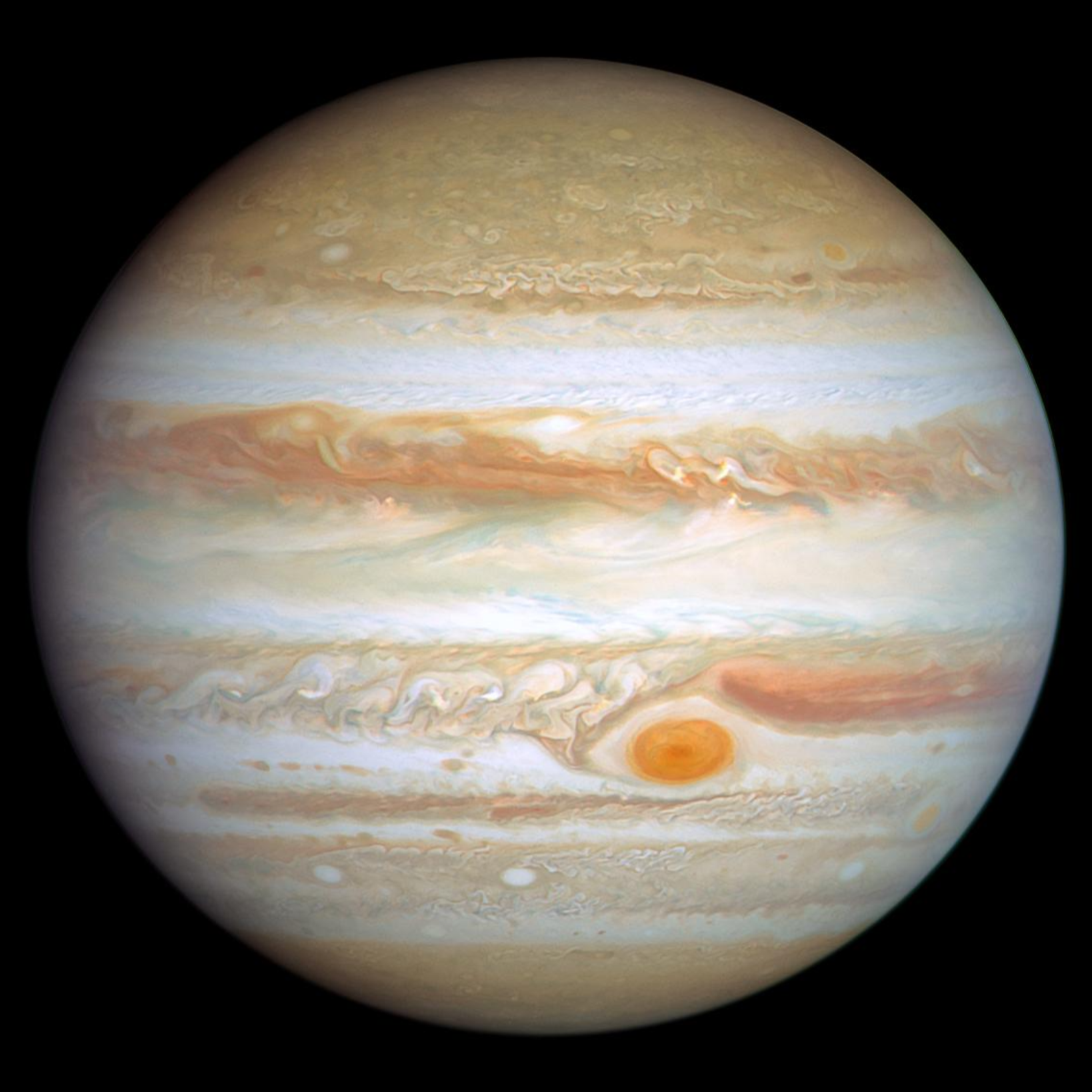
Der fünfte Tag, der Donnerstag, galt als Tag des Jupiter, dem Gott des Donners (Jupiter).
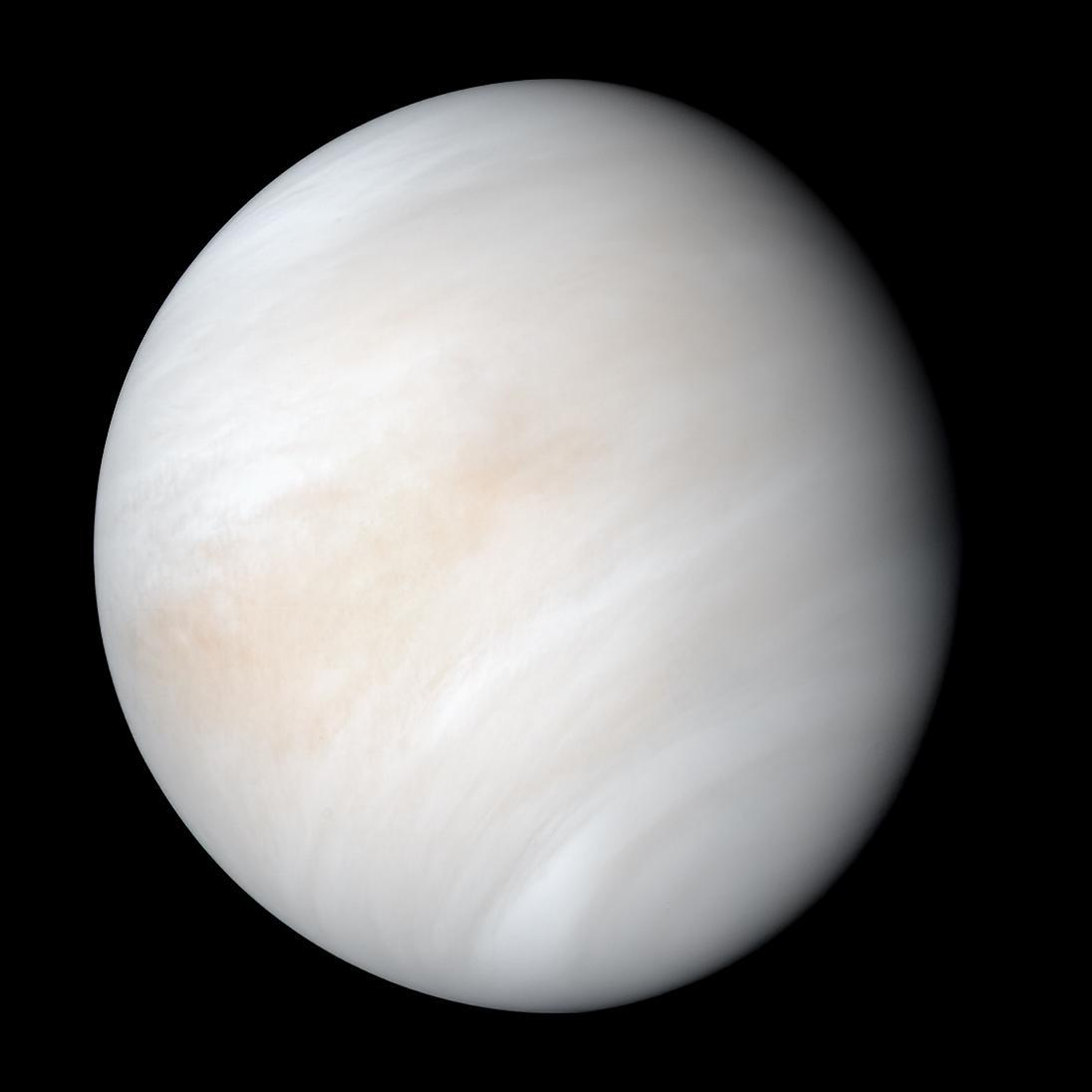
Der sechste Tag, der Freitag, galt als Tag der Venus, der Göttin der Liebe (Venus).
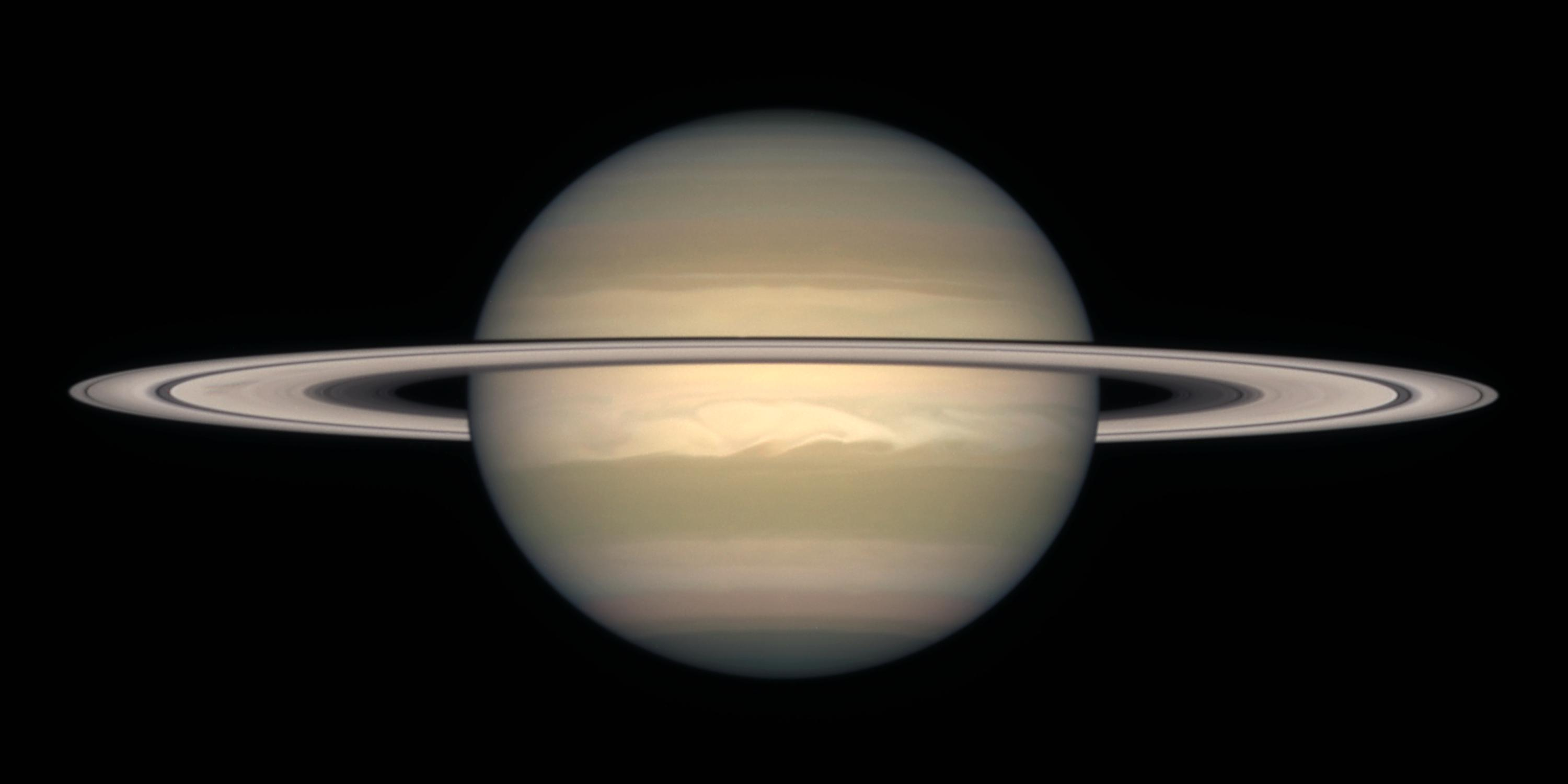
Der siebte Tag, der Samstag, galt als Tag des Saturn, dem Gott der Aussaat (Saturn).

### Deutsche Wochentagsnamen
Die Wochentagsnamen im Deutschen gehen auf die germanischen Bezeichnungen der Wochentage zurück. Die Namen der Wochentage sind Lehnübersetzungen aus dem Lateinischen, wobei für die römischen Götter die germanischen Entsprechungen eingesetzt wurden (Wodan für Mercurius, Donar für Jupiter usw.). Die lateinischen Bezeichnungen gehen ihrerseits auf die ursprünglichen babylonischen Götternamen zurück:
| Deutsch/Althochdeutsch      | Englisch  | Niederländisch | Walliserdeutsch   | Berndeutsch                  | Bedeutung                           |
| --------------------------- | --------- | -------------- | ----------------- | ---------------------------- | ----------------------------------- |
| Montag/Monddag              | Monday    | Maandag        | Mentag            | Mänti/Mändi                  | Tag des Mondes (Mani)               |
| Dienstag/Tiusdag            | Tuesday   | Dinsdag        | Tsischtag         | Zyschti                      | Tag des Tiu/Tyr/Ziu                 |
| Mittwoch/Wodensdag          | Wednesday | Woensdag       | Mittwuch          | Mittwuch(e)                  | Tag des Wodan/Odin/Wotan            |
| Donnerstag/Donarsdag        | Thursday  | Donderdag      | Donschtag/Frontag | Donschti/Thonschti/Thunschti | Tag des Donar/Thor/Thunar           |
| Freitag/Fridag              | Friday    | Vrijdag        | Frytag            | Fryti                        | Tag der Frija/Frigg/Frigga          |
| Samstag/Sonnabend/Sambaztac | Saturday  | Zaterdag       | Samschtag         | Samschti                     | Tag des Saturn / Sabbat (= Ruhetag) |
| Sonntag/Soldag              | Sunday    | Zondag         | Suntag            | Sunti/Sundi                  | Tag der Sonne (Sol)                 |

Bei der Christianisierung des (althoch-)deutschen Sprachraums waren die Missionare darum bemüht, möglichst Wochentagsnamen durchzusetzen, die nicht an heidnische (römische oder germanische) Götter erinnerten. Das wird einerseits an Mittwoch deutlich, wo mit der Bezeichnung des Tages im Wochenablauf der eigentlich zu erwartende Name Wotan (vgl. engl. Wednesday) umgangen wurde. Das andere Beispiel ist die Benennung des Tages vor Sonntag: Das aus dem Lateinischen (Saturni dies) entlehnte Satertag dehnt sich zwar bis ins Englische aus (Saturday), wird aber im deutschen Sprachraum mehr und mehr durch zwei andere Begriffe verdrängt – einen neutralen Sonnabend und einen christlich geprägten Samstag. Satertag/Saterdag erhält sich nur im Niederdeutschen Raum und heute auch da nur noch in der Mundart.
Sonnabend ist der in Nordostdeutschland gebräuchliche Name und bezeichnet den ganzen Tag vor dem Sonntag (wie auch Heiligabend im Nordosten den ganzen Tag vor dem ersten Weihnachtstag bedeutet).
Der Samstag ist sprachgeschichtlich aus der Bezeichnung für den Sabbat hervorgegangen. Dieser Ausdruck verbreitete sich unter lautlicher Abwandlung vom Orient aus über Griechenland, die Donau aufwärts, in den romanischen Sprachraum (französisch samedi, italienisch sabato) und in die deutschen Bistümer Mainz und Trier. Mittlerweile wandert diese Bezeichnung weiter nach Norden und scheint den „Sonnabend“ allmählich zu verdrängen.
Namensgeber für den Dienstag ist in manchen Dialekten der griechische Kriegsgott Ares. Der „Arestag“ wird dann je nach Gegend z. B. zu Ertag, Irta o. ä.
Der Donnerstag war früher der fünfte Tag der Woche, und so erklärt sich das mancherorts noch vorhandene „Pfinsda“ o. ä.

### Namen von Tagen in der Sieben-Tage-Woche
Die folgende Tabelle liefert einen Überblick über die Namen der Wochentage in einigen europäischen und asiatischen Sprachen.
| de    | Montag                                         | Dienstag                                               | Mittwoch                                         | Donnerstag                                        | Freitag                                                        | Samstag                                          | Sonntag                                                    |
| ----- | ---------------------------------------------- | ------------------------------------------------------ | ------------------------------------------------ | ------------------------------------------------- | -------------------------------------------------------------- | ------------------------------------------------ | ---------------------------------------------------------- |
| en    | Monday                                         | Tuesday                                                | Wednesday                                        | Thursday                                          | Friday                                                         | Saturday                                         | Sunday                                                     |
| nl    | maandag (maan („Mond“))                        | dinsdag                                                | woensdag                                         | donderdag                                         | vrijdag                                                        | zaterdag (Saturnus (Planet „Saturn“))            | zondag (zon („Sonne“))                                     |
| sv    | måndag                                         | tisdag                                                 | onsdag (Odinstag)                                | torsdag                                           | fredag                                                         | lördag (Bade-/Waschtag)                          | söndag                                                     |
| da/no | mandag                                         | tirsdag                                                | onsdag                                           | torsdag                                           | fredag                                                         | lørdag                                           | søndag                                                     |
| bair. | Moda                                           | Irda                                                   | Migga                                            | Pfindsda                                          | Freida                                                         | Såmsda                                           | Sunda                                                      |
| br    | dilun                                          | dimeurzh                                               | dimerc'her                                       | diriaou                                           | digwener                                                       | disadorn                                         | disul                                                      |
| cy    | Llun                                           | Mawrth                                                 | Mercher                                          | Iau                                               | Gwener                                                         | Sadwrn                                           | Sul                                                        |
| la    | dies lunae (Tag des Mondes)                    | dies martis (Tag des Mars)                             | dies mercurii (Tag des Merkur)                   | dies iovis (Tag des Jupiter)                      | dies veneris (Tag der Venus)                                   | dies saturni (Tag des Saturn) (oder sabbata)     | dies solis (Tag der Sonne) (oder Dominica)                 |
| lb    | Méindeg                                        | Dënsdeg                                                | Mëttwoch                                         | Donneschdeg                                       | Freideg                                                        | Samsdeg                                          | Sonndeg                                                    |
| it    | lunedì                                         | martedì                                                | mercoledì                                        | giovedì                                           | venerdì                                                        | sabato                                           | domenica                                                   |
| fr    | lundi                                          | mardi                                                  | mercredi                                         | jeudi                                             | vendredi                                                       | samedi (von Sabbat)                              | dimanche (von dies dominica, Tag des Herrn)                |
| es    | lunes                                          | martes                                                 | miércoles                                        | jueves                                            | viernes                                                        | sábado                                           | domingo                                                    |
| ca    | dilluns                                        | dimarts                                                | dimecres                                         | dijous                                            | divendres                                                      | dissabte                                         | diumenge                                                   |
| gl    | luns                                           | martes                                                 | mércores                                         | xoves                                             | venres                                                         | sábado                                           | domingo                                                    |
| pt    | segunda-feira („zweiter Tag“)                  | terça-feira („dritter Tag“)                            | quarta-feira („vierter Tag“)                     | quinta-feira („fünfter Tag“)                      | sexta-feira („sechster Tag“)                                   | sábado                                           | domingo                                                    |
| ro    | Luni                                           | Marţi                                                  | Miercuri                                         | Joi                                               | Vineri                                                         | Sâmbătă                                          | Duminică                                                   |
| lad.  | lunesc                                         | merdi                                                  | mierculdi                                        | juebia                                            | vënderdi                                                       | sada                                             | dumënia                                                    |
| eu    | astelehen, ilen                                | astearte, martitzena                                   | asteazken, eguaztena                             | ostegun, eguena, ortzeguna                        | ostiral, barikua, barixakua, egubakoitza, ortziralea           | larunbat, zapatua, neskeneguna, ebiakoitza       | igande, jaia, domeka                                       |
| el    | Δευτέρα (deftéra, „zweiter Tag“)               | Τρίτη (tríti, „dritter Tag“)                           | Τετάρτη (tetárti, „vierter Tag“)                 | Πέμπτη (pémpti, „fünfter Tag“)                    | Παρασκευή (paraskeví, „Tag der Vorbereitung (auf den Sabbat)“) | Σάββατο (sávvato, „Sabbat“)                      | Κυριακή (kiriakí, „Tag des Herren“)                        |
| bg    | Понеделник (Nach Nichtarbeit)                  | Вторник (Zweiter)                                      | Сряда (Mittlerer)                                | Четвъртък (Vierter)                               | Петък (Fünfter)                                                | Събота („Sabbat“)                                | Неделя (Nichtarbeit)                                       |
| ru    | Понедельник (Ponedjelnik)                      | Вторник (Wtornik, „Zweiter“)                           | Среда (Sreda, „Mitte“)                           | Четверг (Tschetwerg, „Vierter“)                   | Пятница (Pjatniza, „Fünfte“)                                   | Суббота (Subbota, „Sabbat“)                      | Воскресенье (Воскресение/Woskresenije, die „Auferstehung“) |
| pl    | Poniedziałek (nach dem Sonntag)                | Wtorek (zweiter [nach Sonntag])                        | Środa (Mitte)                                    | Czwartek (vierter [nach Sonntag])                 | Piątek (fünfter [nach Sonntag])                                | Sobota (Sabat)                                   | Niedziela (von nicht arbeiten)                             |
| sk    | pondelok                                       | utorok                                                 | streda                                           | štvrtok                                           | piatok                                                         | sobota                                           | nedeľa                                                     |
| cs    | pondělí                                        | úterý                                                  | středa                                           | čtvrtek                                           | pátek                                                          | sobota                                           | neděle                                                     |
| tr    | Pazartesi (= pazar ertesi, der Tag nach Pazar) | Salı (vermutlich aus dem arabischen Wort für Dienstag) | Çarşamba (= persisch „vierter Wochentag“)        | Perşembe (= persisch „fünfter Wochentag“)         | Cuma (= arabisch „Tag der Moschee-Versammlung“)                | Cumartesi (= cuma ertesi, der Tag nach Dschumaa) | Pazar (= persisch „Basar“)                                 |
| fi    | maanantai                                      | tiistai                                                | keskiviikko (Mitte-Woche)                        | torstai                                           | perjantai                                                      | lauantai                                         | sunnuntai                                                  |
| hu    | hétfő (Wochenkopf bzw. Siebenkopf)             | kedd (von ung. kettő = 2)                              | szerda (slavischen Ursprungs – Mitte)            | csütörtök (slavischen Ursprungs – Viertag)        | péntek (slavischen Ursprungs – Fünftag)                        | szombat (Sabbat)                                 | vasárnap (Markttag)                                        |
| ar    | يوم الاثنين Yawm al-iṯnayn („Zweiter Tag“)     | يوم الثلاثاء Yawmu ṯ-ṯalāṯāʾ („Dritter Tag“)           | يوم الأربعاء Yawm al-ʾarbaʿāʾ („Vierter Tag“)    | يوم الخميس Yawm al-ḵamīs („Fünfter Tag“)          | يوم الجمعة Yawm al-jumʿa („Tag des Freitagsgebets“)            | يوم السبت Yawmu s-sabti („Sabbat“)               | يوم الأحد Yawm al-ʾaḥad („Erster Tag“)                     |
| fa    | دوشنبه do schanbe („Zwei-Wochentag“)           | سه شنبه se schanbe („Drei-Wochentag“)                  | چهارشنبه tschahār schanbe („Vier-Wochentag“)     | پنجشنبه pandsch schanbe („Fünf-Wochentag“)        | جمعه dschom'e („Versammlungstag“, arabisch)                    | شنبه schanbe („Sabbat“, „Wochentag“)             | یکشنبه yek schanbe („Eins-Wochentag“)                      |
| arc   | ܬܪܶܝܢ ܒܫܰܒܳܐ tren bšabo („zweiter der Woche“)     | ܬܠܳܬ݂ܳܐ ܒܫܰܒܳܐ tloṯo bšabo („dritter der Woche“)            | ܐܰܪܒܥܳܐ ܒܫܰܒܳܐ ʾarbʿo bšabo („vierter der Woche“)    | ܚܰܡܫܳܐ ܒܫܰܒܳܐ ḥamšo bšabo („fünfter der Woche“)       | ܥܪܽܘܒܬܳܐ ʿrubto                                                  | ܝܽܘܡ ܫܰܒܬ݂ܳܐ yum šabṭo („Sabbat“)                    | ܚܰܕ ܒܫܰܒܳܐ ḥad bšabo („erster der Woche“)                     |
| he    | יום שני (jom scheni, „Zweiter Tag“)            | יום שלישי (jom schlischi, „Dritter Tag“)               | יום רביעי (jom revi'i, „Vierter Tag“)            | יום חמישי (jom chamischi, „Fünfter Tag“)          | יום ששי (jom schischi, „Sechster Tag“)                         | שבת (Schabat, „Ruhe“)                            | יום ראשון (jom rischon, „Erster Tag“)                      |
| hi    | सोमवार (somvār, „Mondwochentag“)                 | मंगलवार (mangalvār, „Marswochentag“)                     | बुधवार (budhvār, „Merkurwochentag“)                | बृहसपतिवार (bṛhaspativār, „Jupiterwochentag“)        | शुक्रवार (śukravār, „Venuswochentag“)                             | शनिवार (śanivār, „Saturnwochentag“)                | रविवार (ravivār, „Sonnenwochentag“)                          |
| zh    | 星期一 xīngqīyī („erster Wochentag“)           | 星期二 xīngqīèr („zweiter Wochentag“)                  | 星期三 xīngqīsān („dritter Wochentag“)           | 星期四 xīngqīsì („vierter Wochentag“)             | 星期五 xīngqīwǔ („fünfter Wochentag“)                          | 星期六 xīngqīliù („sechster Wochentag“)          | 星期日 xīngqīrì („Wochentag der Sonne“)                    |
| ja    | 月曜日 getsuyōbi („Wochentag des Monds“)       | 火曜日 kayōbi („Wochentag des Feuers/Mars’“)           | 水曜日 suiyōbi („Wochentag des Wassers/Merkurs“) | 木曜日 mokuyōbi („Wochentag des Holzes/Jupiters“) | 金曜日 kin’yōbi („Wochentag des Goldes/der Venus“)             | 土曜日 doyōbi („Wochentag der Erde/des Saturns“) | 日曜日 nichiyōbi („Wochentag der Sonne“)                   |
| ko    | 월요일 Woryoil („Wochentag des Monds“)         | 화요일 Hwayoil („Wochentag des Feuers/Mars’“)          | 수요일 Suyoil („Wochentag des Wassers/Merkurs“)  | 목요일 Mogyoil („Wochentag des Holzes/Jupiters“)  | 금요일 Geumyoil („Wochentag des Goldes/der Venus“)             | 토요일 Toyoil („Wochentag der Erde/des Saturns“) | 일요일 Iryoil („Wochentag der Sonne“)                      |

Im Portugiesischen werden die Wochentage außer Samstag und Sonntag durchgezählt, wobei der Montag der zweite und der Freitag der sechste Tag ist. Das bedeutet, dass der Samstag (Sabbat) als siebter Wochentag gerechnet wird. Ebenso ist es in Japan (siehe Japanische Zeitrechnung, Wochentage).
In China werden die Wochentage von Montag (1) bis Samstag (6) durchgezählt und entsprechend benannt, der Sonntag ist jedoch nicht der Tag sieben, sondern der „Himmelstag“.

## Zählung der Wochentage
Bis Ende 1975 war der Sonntag in der Bundesrepublik Deutschland der erste Wochentag gemäß der mittelalterlichen Wochentagszählung. Diese Regelung wurde durch die inzwischen nicht mehr gültige DIN 1355-1 abgelöst, die den Montag zum ersten Wochentag machte. In der DDR trat eine vergleichbare Änderung bereits 1969 in Kraft. Auch die heute gültige ISO 8601 bestimmt den Montag zum ersten Tag der Woche. Der Sonntag ist auch heute noch in England, Nordamerika und vielen anderen Teilen der Welt der erste Wochentag, entsprechend der jüdischen und christlichen Zählung.
Seit 1978 ist auf Beschluss der UNO der Montag international der erste Tag der Woche, der Sonntag wird zusammen mit dem Samstag zum Wochenende gerechnet.
Die Tage Montag bis Samstag gelten als Werktage, der Sonntag als besonders geschützter Ruhetag.

## Symbole für die Wochentage
Seit dem Mittelalter wurden die in Astronomie und Astrologie üblichen Planetensymbole auch für die Wochentage verwendet. Für die Werktage findet sich dies in Kirchenbüchern bis ins 18. Jahrhundert. Für den Sonntag wurde dort allerdings nicht das Sonnensymbol, sondern „Dom.“ oder „dies dominica“ verwendet. Die Planetennamen entsprechen hierbei den römischen Wochentagen.

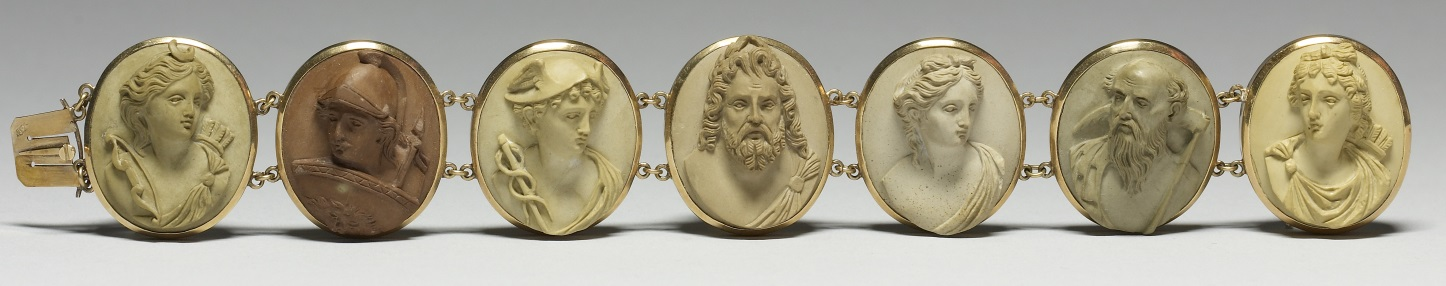
Italienische Armreife mit Darstellung der Wochentage durch die römischen Götter: Luna für den Montag, Mars für den Dienstag, Merkur für den Mittwoch, Jupiter für den Donnerstag, Venus für den Freitag, Saturn für den Samstag und Sol für den Sonntag (Walters Art Museum)

| Montag               | Dienstag    | Mittwoch       | Donnerstag     | Freitag      | Samstag       | Sonntag    |
| -------------------- | ----------- | -------------- | -------------- | ------------ | ------------- | ---------- |
| Moon symbol crescent | Mars symbol | Mercury symbol | Jupiter symbol | Venus symbol | Saturn symbol | Sun symbol |
| Mond                 | Mars        | Merkur         | Jupiter        | Venus        | Saturn        | Sonne      |

## Berechnung
Zur Berechnung des Wochentages für ein gegebenes Datum gibt es verschiedene Verfahren. Diese sind in eigenen Hauptartikeln dargestellt:
- Doomsdaymethode
- Gaußsche Wochentagsformel
- Sonntagsbuchstabe
- Wochentagsberechnung
- Zellers Kongruenz

## Wochentagsamnesie, Feiertage
Durch Arbeit, Schule, Einkaufen, Verkehr(en), Informations- und Unterhaltungsmedien, Kirchenbesuch und andere an einen bestimmten Tag der Woche gebundene Termine leben Menschen in einem Wochenrhythmus. Längere Urlaube, Aufenthalt in den Bergen oder einem Gefängnis, Arbeitslosigkeit, aber auch Zeiten eines Corona-Lockdowns erschweren Personen das spontane Erinnern des aktuellen Wochentags – die sogenannte Wochentagsamnesie nimmt zu. Umgekehrt hilft die Angabe des Wochentags zu einem numerischen Tagesdatum, sich einen nicht allzu fern liegenden Termin, etwa einer Veranstaltung, einzuprägen.
Feiertage, die oft an numerisch festen Tagen liegen, strukturieren mitunter einzelne Wochen durch Unterbrechen der Werktagsreihe. „Auf welchen (Wochen-)Tag fällt der Nationalfeiertag?“